# EHF Champions League 2008/09
An der EHF Champions League 2008/09 nahmen 40 Handball-Vereinsmannschaften teil, die sich in der vorangegangenen Saison in ihren Heimatligen für den Wettbewerb qualifiziert hatten. Es war die 49. Austragung der EHF Champions League bzw. des Europapokals der Landesmeister. Die Pokalspiele begannen am 5. September 2008, das zweite Finalspiel fand am 31. Mai 2009 statt. Titelverteidiger war der spanische Verein BM Ciudad Real. In den Finalspielen zwischen dem THW Kiel und Ciudad Real setzte sich der Spanische Verein Ciudad Real durch und konnte damit den dritten Champions League Titel gewinnen.

## Modus
Qualifikation: Die Qualifikation wurde im K.-o.-System mit Hin- und Rückspiel gespielt. Der Gewinner jeder Partie zogen in die Gruppenphase ein. Die ausscheidenden Teams zogen in die 2. Runde des EHF-Pokal 08/09 ein.
Gruppenphase: Es gab acht Gruppen mit je vier Mannschaften. In einer Gruppe spielte jeder gegen jeden ein Hin- und Rückspiel; die jeweils zwei Gruppenbesten erreichten die 2. Gruppenphase. Die jeweiligen Gruppendritten zogen in das Achtelfinale des EHF-Europapokal der Pokalsieger 2008/09 ein.
2. Gruppenphase: Es gab vier Gruppen mit je vier Mannschaften. In einer Gruppe spielte jeder gegen jeden ein Hin- und Rückspiel; die jeweils zwei Gruppenbesten erreichten das Viertelfinale.
Viertelfinale: Das Viertelfinale wurde im K.-o.-System mit Hin- und Rückspiel gespielt. Der Gewinner jeder Partie zog in das Halbfinale ein.
Halbfinale: Das Halbfinale wurde im K.-o.-System mit Hin- und Rückspiel gespielt. Der Gewinner jeder Partie zog in das Finale ein.
Finale: Das Finale wurde im K.-o.-System mit Hin- und Rückspiel gespielt. Der Gewinner der Partie war EHF-Champions-League-Sieger der Saison 2008/09.

## Qualifikation

### Qualifizierte Teams
Die Rhein-Neckar Löwen waren teilnahmeberechtigt, da der tschechische Meister Baník Karviná verzichtete.

Für die Qualifikation qualifiziert waren:
| Topf 1: - Rhein-Neckar Löwen (4. Deutsche Liga) - Steaua Bukarest (1. Rumänische Liga) - RK Metalurg Skopje (1. Mazedonische Liga) - A1 Bregenz (1. Österreichische Liga) | Topf 2: - Haukar Hafnarfjörður (1. Isländische Liga) - ASE Doukas Athen (1. Griechische Liga) - HK Meschkow Brest (1. Belarussische Liga) - Handball Casarano (1. Italienische Liga) |

| Topf 3: - RK Roter Stern Belgrad (1. Serbische Liga) - HC Granitas Kaunas (1. Litauische Liga) - Põlva Serviti (1. Estnische Liga) - CC Nikosia (1. Zypriotische Liga) | Topf 4: - İzmir Büyükşehir (1. Türkische Liga) - Benfica Lissabon (1. Portugiesische Liga) - KV Sasja HC (1. Belgische Liga) - HB Dudelange (1. Luxemburgische Liga) |

### Ausgeloste Spiele und Ergebnisse
Die Auslosung der Qualifikation fand am 1. Juli 2008 um 11:00 Uhr (GMT+2) in Wien statt.

Es nahmen die 16 Mannschaften, die sich vorher für den Wettbewerb qualifiziert hatten, teil.

In der Qualifikation trafen Teams aus den Töpfen 1 und 4 aufeinander und Teams aus den Töpfen 2 und 3.

Die Hinspiele fanden am 5./6./7. September 2008 statt. Die Rückspiele fanden am 6./7./13. September 2008 statt.

| Mannschaft 1                       | Mannschaft 2                      | Hinspiel             | Rückspiel            | Gesamt   |
| ---------------------------------- | --------------------------------- | -------------------- | -------------------- | -------- |
| Steaua Bukarest Georgescu 12       | KV Sasja HC Kopljar 17            | 05.09. Fr. 19:00 Uhr | 06.09. Sa. 16:00 Uhr | 74 : 56  |
| Steaua Bukarest Georgescu 12       | KV Sasja HC Kopljar 17            | 38 : 25 (20 : 12)    | 36 : 31 (16 : 15)    | 74 : 56  |
| Steaua Bukarest Georgescu 12       | KV Sasja HC Kopljar 17            | 1.200 Zuschauer      | 500 Zuschauer        | 74 : 56  |
| HB Dudelange Poeckes 9             | Rhein-Neckar Löwen Gensheimer 15  | 05.09. Fr. 20:00 Uhr | 06.09. Sa. 17:00 Uhr | 31 : 87  |
| HB Dudelange Poeckes 9             | Rhein-Neckar Löwen Gensheimer 15  | 16 : 41 (07 : 21)    | 15 : 46 (10 : 21)    | 31 : 87  |
| HB Dudelange Poeckes 9             | Rhein-Neckar Löwen Gensheimer 15  | 1.400 Zuschauer      | 2.300 Zuschauer      | 31 : 87  |
| Benfica Lissabon Carneiro 17       | A1 Bregenz Schlinger 21           | 07.09. So. 16:30 Uhr | 13.09. Sa. 20:15 Uhr | 66 : 69  |
| Benfica Lissabon Carneiro 17       | A1 Bregenz Schlinger 21           | 38 : 34 (19 : 17)    | 28 : 35 (14 : 16)    | 66 : 69  |
| Benfica Lissabon Carneiro 17       | A1 Bregenz Schlinger 21           | 500 Zuschauer        | 1.500 Zuschauer      | 66 : 69  |
| İzmir Büyükşehir Halac 14          | HC Metalurg Skopje Stanojevic 17  | 06.09. Sa. 17:00 Uhr | 13.09. Sa. 17:00 Uhr | 60 : 67  |
| İzmir Büyükşehir Halac 14          | HC Metalurg Skopje Stanojevic 17  | 29 : 33 (16 : 15)    | 31 : 34 (12 : 17)    | 60 : 67  |
| İzmir Büyükşehir Halac 14          | HC Metalurg Skopje Stanojevic 17  | 1.000 Zuschauer      | 1.000 Zuschauer      | 60 : 67  |
| RK Roter Stern Belgrad Milasevic 9 | Handball Casarano Di Leo 12       | 07.09. So. 19:00 Uhr | 13.09. Sa. 19:30 Uhr | 51 : 48  |
| RK Roter Stern Belgrad Milasevic 9 | Handball Casarano Di Leo 12       | 26 : 21 (13 : 10)    | 25 : 27 (11 : 14)    | 51 : 48  |
| RK Roter Stern Belgrad Milasevic 9 | Handball Casarano Di Leo 12       | 1.600 Zuschauer      | 800 Zuschauer        | 51 : 48  |
| ASE Doukas Athen Zivuolovits 18    | Põlva Serviti Karuse 15           | 07.09. So. 18:30 Uhr | 13.09. Sa. 18:00 Uhr | 54 : 49  |
| ASE Doukas Athen Zivuolovits 18    | Põlva Serviti Karuse 15           | 35 : 23 (14 : 13)    | 19 : 26 (09 : 12)    | 54 : 49  |
| ASE Doukas Athen Zivuolovits 18    | Põlva Serviti Karuse 15           | 400 Zuschauer        | 1.000 Zuschauer      | 54 : 49  |
| CC Nikosia Argyrou 18              | Haukar Hafnarfjörður Sveinsson 11 | 06.09. Sa. 19:00 Uhr | 07.09. So. 19:00 Uhr | 60 : 65  |
| CC Nikosia Argyrou 18              | Haukar Hafnarfjörður Sveinsson 11 | 30 : 31 (12 : 15)    | 30 : 34 (13 : 18)    | 60 : 65  |
| CC Nikosia Argyrou 18              | Haukar Hafnarfjörður Sveinsson 11 | 400 Zuschauer        | 200 Zuschauer        | 60 : 65  |
| HC Granitas Kaunas Malasinskas 17  | HK Meschkow Brest Mochalov 19     | 07.09. So. 17:00 Uhr | 13.09. Sa. 17:00 Uhr | 59* : 59 |
| HC Granitas Kaunas Malasinskas 17  | HK Meschkow Brest Mochalov 19     | 27 : 27 (11 : 16)    | 32 : 32 (15 : 14)    | 59* : 59 |
| HC Granitas Kaunas Malasinskas 17  | HK Meschkow Brest Mochalov 19     | 1.000 Zuschauer      | 3.500 Zuschauer      | 59* : 59 |

* HC Granitas Kaunas qualifizierte sich aufgrund der Auswärtstorregel für die nächste Runde.

## Gruppenphase
Die Auslosung der Gruppenphase fand am 4. Juli 2008 um 11:00 Uhr (UTC+2) in Göteborg statt.

Es nahmen die 8 Sieger der Qualifikation und die 24 Mannschaften, die sich vorher für den Wettbewerb qualifiziert hatten, teil.

### Qualifizierte Teams
| Topf 1: - BM Ciudad Real (1. Spanische Liga) - THW Kiel (1. Deutsche Liga) - KC Veszprém (1. Ungarische Liga) - Montpellier HB (1. Französische Liga) - RK Celje (1. Slowenische Liga) - FCK Håndbold (1. Dänische Liga) - Medwedi Tschechow (1. Russische Liga) - RK Zagreb (1. Kroatische Liga) | Topf 2: - FC Barcelona (2. Spanische Liga) - SG Flensburg-Handewitt (2. Deutsche Liga) - SC Szeged (2. Ungarische Liga) - Chambéry Savoie HB (2. Französische Liga) - RK Koper (2. Slowenische Liga) - GOG Svendborg TGI (2. Dänische Liga) - Ademar León (3. Spanische Liga) - HSV Hamburg (3. Deutsche Liga) |

| Topf 3: - SDC San Antonio (4. Spanische Liga) - ZMC Amicitia Zürich (1. Schweizer Liga) - STR Saporischschja (1. Ukrainische Liga) - Wisła Płock (1. Polnische Liga) - Hammarby IF (1. Schwedische Liga) - HC Bosna Sarajevo (1. Bosnische Liga) - Tatran Prešov (1. Slowakische Liga) - Drammen HK (1. Norwegische Liga) | Topf 4: - Rhein-Neckar Löwen (Sieger Qualifikation) - Steaua Bukarest (Sieger Qualifikation) - HC Metalurg Skopje (Sieger Qualifikation) - A1 Bregenz (Sieger Qualifikation) - Haukar Hafnarfjörður (Sieger Qualifikation) - ASE Doukas Athen (Sieger Qualifikation) - RK Roter Stern Belgrad (Sieger Qualifikation) - HC Granitas Kaunas (Sieger Qualifikation) |

### Gruppen
| Gruppe A RK Celje Chambéry Savoie HB Hammarby IF HC Granitas Kaunas | Gruppe B BM Ciudad Real GOG Svendborg TGI HC Bosna Sarajevo ASE Doukas Athen        | Gruppe C THW Kiel FC Barcelona Drammen HK RK Metalurg Skopje          | Gruppe D FCK Håndbold HSV Hamburg Tatran Prešov RK Roter Stern Belgrad |
| Gruppe E Medwedi Tschechow RK Koper SDC San Antonio Steaua Bukarest | Gruppe F KC Veszprém SG Flensburg-Handewitt STR Saporischschja Haukar Hafnarfjörður | Gruppe G Montpellier HB CB Ademar León ZMC Amicitia Zürich A1 Bregenz | Gruppe H HC Croatia Zagreb SC Szeged Wisła Płock Rhein-Neckar Löwen    |

### Entscheidungen
|  | Teilnahme an der 2. Gruppenphase                          |
|  | Teilnahme am Achtelfinale des Europapokal der Pokalsieger |

### Gruppe A
| Pl. | Mannschaft         | Sp. | S | U | N | T   | GT  | Diff | Pkt     |
| --- | ------------------ | --- | - | - | - | --- | --- | ---- | ------- |
| 1.  | Chambéry Savoie HB | 6   | 5 | 0 | 1 | 200 | 155 | + 45 | 10 : 02 |
| 2.  | RK Celje           | 6   | 4 | 0 | 2 | 202 | 166 | + 36 | 08 : 04 |
| 3.  | Hammarby IF        | 6   | 3 | 0 | 3 | 158 | 176 | − 18 | 06 : 06 |
| 4.  | HC Granitas Kaunas | 6   | 0 | 0 | 6 | 156 | 219 | − 63 | 0 : 12  |

| 4. Oktober 2008, Sa. 16:00 Uhr in Stockholm, Hovet                     | 500 Zuschauer Spielbericht   | Hammarby IF Båverud 7             | 31 : 27 (13 : 11) | HC Granitas Kaunas 9 Bernatonis  |
| 5. Oktober 2008, So. 17:00 Uhr in Albertville, Halle Olympique         | 2.100 Zuschauer Spielbericht | Chambéry Savoie HB Narcisse 9     | 37 : 30 (20 : 18) | RK Celje 8 Kokscharow            |
| 11. Oktober 2008, Sa. 17:45 Uhr in Celje, Zlatorog Arena               | 2.500 Zuschauer Spielbericht | RK Celje Gajič 8                  | 35 : 22 (15 : 10) | Hammarby IF 5 Karlsson           |
| 11. Oktober 2008, Sa. 18:00 Uhr in Kaunas, Darius&Girenas Sporto Hale  | 1.500 Zuschauer Spielbericht | HC Granitas Kaunas Malasinskas 15 | 32 : 42 (13 : 23) | Chambéry Savoie HB 7 Nocar       |
| 16. Oktober 2008, Do. 19:30 Uhr in Kaunas, Darius&Girenas Sporto Hale  | 1.100 Zuschauer Spielbericht | HC Granitas Kaunas Malasinskas 5  | 21 : 37 (11 : 17) | RK Celje 9 Špiler                |
| 19. Oktober 2008, So. 19:00 Uhr in Albertville, Zlatorog Arena         | 1.900 Zuschauer Spielbericht | Chambéry Savoie HB Detrez 8       | 31 : 18 (13 : 10) | Hammarby IF 3 Höglund            |
| 8. November 2008, Sa. 15:05 Uhr in Stockholm, Hovet                    | 900 Zuschauer Spielbericht   | Hammarby IF Båverud 5             | 27 : 31 (13 : 18) | RK Celje 4 Gorensek              |
| 9. November 2008, So. 17:00 Uhr in Albertville, Zlatorog Arena         | 3.000 Zuschauer Spielbericht | Chambéry Savoie HB Narcisse 9     | 34 : 21 (17 : 13) | HC Granitas Kaunas 7 Malasinskas |
| 13. November 2008, Do. 19:30 Uhr in Kaunas, Darius&Girenas Sporto Hale | 1.000 Zuschauer Spielbericht | HC Granitas Kaunas Švedas 7       | 28 : 31 (15 : 13) | Hammarby IF 7 Båverud            |
| 16. November 2008, So. 16:00 Uhr in Celje, Zlatorog Arena              | 3.000 Zuschauer Spielbericht | RK Celje Špiler 5                 | 25 : 32 (13 : 14) | Chambéry Savoie HB 8 Joli        |
| 22. November 2008, Sa. 15:05 Uhr in Stockholm, Eriksdalshallen         | 700 Zuschauer Spielbericht   | Hammarby IF Karlsson 5            | 29 : 24 (12 : 11) | Chambéry Savoie HB 4 Paturel     |
| 22. November 2008, Sa. 17:45 Uhr in Celje, Zlatorog Arena              | 1.200 Zuschauer Spielbericht | RK Celje Toskić 9                 | 44 : 27 (20 : 14) | HC Granitas Kaunas 6 Cibulskis   |

### Gruppe B
| Pl. | Mannschaft        | Sp. | S | U | N | T   | GT  | Diff | Pkt     |
| --- | ----------------- | --- | - | - | - | --- | --- | ---- | ------- |
| 1.  | BM Ciudad Real    | 6   | 6 | 0 | 0 | 228 | 135 | + 93 | 12 : 0  |
| 2.  | GOG Svendborg TGI | 6   | 3 | 0 | 3 | 176 | 173 | + 03 | 06 : 06 |
| 3.  | HC Bosna Sarajevo | 6   | 2 | 1 | 3 | 157 | 172 | − 15 | 05 : 07 |
| 4.  | ASE Doukas Athen  | 6   | 0 | 1 | 5 | 126 | 207 | − 81 | 01 : 11 |

| 4. Oktober 2008, 17:30 Uhr in Sarajevo, KSC Skenderija     | 3.000 Zuschauer Spielbericht | HC Bosna Sarajevo Golić 10       | 34 : 22 (18 : 13) | ASE Doukas Athen 8 Zivuolovits |
| 5. Oktober 2008, 15:55 Uhr in Odense, Odense Idraetshal    | 1.800 Zuschauer Spielbericht | GOG Svendborg TGI Hallgrímsson 6 | 24 : 34 (10 : 16) | BM Ciudad Real 7 Laen          |
| 12. Oktober 2008, 16:50 Uhr in Chalkida                    | 400 Zuschauer Spielbericht   | ASE Doukas Athen Žujović 9       | 23 : 41 (13 : 21) | GOG Svendborg TGI 9 Petersen   |
| 12. Oktober 2008, 17:55 Uhr in Ciudad Real, Quijote Arena  | 3.000 Zuschauer Spielbericht | BM Ciudad Real Fernandez 6       | 40 : 24 (19 : 09) | HC Bosna Sarajevo 9 Petersen   |
| 18. Oktober 2008, 16:00 Uhr in Chalkida                    | 200 Zuschauer Spielbericht   | ASE Doukas Athen Zivuolovits 5   | 21 : 42 (11 : 14) | BM Ciudad Real 10 Laen         |
| 19. Oktober 2008, 15:50 Uhr in Odense, Odense Idraetshal   | 1.700 Zuschauer Spielbericht | GOG Svendborg TGI Jørgensen 9    | 30 : 26 (17 : 14) | HC Bosna Sarajevo 6 Golić      |
| 8. November 2008, 17:30 Uhr in Sarajevo, KSC Skenderija    | 3.500 Zuschauer Spielbericht | HC Bosna Sarajevo Golić 4        | 21 : 34 (11 : 16) | BM Ciudad Real 8 Pajovič       |
| 9. November 2008, 15:50 Uhr in Gudme                       | 900 Zuschauer Spielbericht   | GOG Svendborg TGI Petersen 7     | 29 : 21 (18 : 11) | ASE Doukas Athen 6 Zivuolovits |
| 16. November 2008, 16:00 Uhr in Chalkida                   | 300 Zuschauer Spielbericht   | ASE Doukas Athen Zivuolovits 8   | 20 : 20 (10 : 14) | HC Bosna Sarajevo 6 Stevanović |
| 16. November 2008, 18:00 Uhr in Ciudad Real, Quijote Arena | 4.000 Zuschauer Spielbericht | BM Ciudad Real Källman 7         | 37 : 26 (20 : 13) | GOG Svendborg TGI 8 Petersen   |
| 22. November 2008, 17:30 Uhr in Sarajevo, Ramiz Salcin     | 1.000 Zuschauer Spielbericht | HC Bosna Sarajevo Medić 9        | 32 : 26 (16 : 13) | GOG Svendborg TGI 5 Nielsen    |
| 23. November 2008, 18:00 Uhr in Ciudad Real, Quijote Arena | 2.000 Zuschauer Spielbericht | BM Ciudad Real Laen 9            | 41 : 19 (21 : 09) | ASE Doukas Athen 7 Zivuolovits |

### Gruppe C
| Pl. | Mannschaft         | Sp. | S | U | N | T   | GT  | Diff | Pkt     |
| --- | ------------------ | --- | - | - | - | --- | --- | ---- | ------- |
| 1.  | THW Kiel           | 6   | 6 | 0 | 0 | 210 | 164 | + 46 | 12 : 0  |
| 2.  | FC Barcelona       | 6   | 4 | 0 | 2 | 179 | 156 | + 23 | 08 : 04 |
| 3.  | HC Metalurg Skopje | 6   | 2 | 0 | 4 | 157 | 172 | − 15 | 04 : 08 |
| 4.  | Drammen HK         | 6   | 0 | 0 | 6 | 154 | 208 | − 54 | 0 : 12  |

| 2. Oktober 2008, Do. 19:30 Uhr in Kiel, Sparkassen-Arena                     | 10.300 Zuschauer Spielbericht | THW Kiel Klein 6                | 37 : 29 (18 : 15) | HC Metalurg Skopje 6 Mirkulovski |
| 4. Oktober 2008, Sa. 16:10 Uhr in Drammen, Drammenshallen                    | 1.100 Zuschauer Spielbericht  | Drammen HK Hansen 6             | 24 : 29 (12 : 16) | FC Barcelona 6 Nagy              |
| 8. Oktober 2008, Mi. 19:00 Uhr in Drammen, Drammenshallen                    | 1.400 Zuschauer Spielbericht  | Drammen HK Nordhagen 7          | 29 : 39 (15 : 22) | THW Kiel 8 Klein                 |
| 12. Oktober 2008, So. 17:00 Uhr in Barcelona, Palau Blaugrana                | 2.800 Zuschauer Spielbericht  | FC Barcelona Tomás González 6   | 30 : 19 (14 : 11) | HC Metalurg Skopje 5 Živković    |
| 18. Oktober 2008, Sa. 17:00 Uhr in Skopje, Sportski centar Boris Trajkovski  | 2.500 Zuschauer Spielbericht  | HC Metalurg Skopje Smigić 8     | 37 : 30 (21 : 14) | Drammen HK 12 Spanne             |
| 19. Oktober 2008, So. 17:30 Uhr in Barcelona, Palau Blaugrana                | 5.300 Zuschauer Spielbericht  | FC Barcelona Nagy 7             | 27 : 31 (15 : 15) | THW Kiel 7 Karabatić             |
| 5. November 2008, Mi. 19:00 Uhr in Kiel, Sparkassen-Arena                    | 10.250 Zuschauer Spielbericht | THW Kiel Ahlm 8                 | 40 : 28 (18 : 13) | Drammen HK 10 Stegavik           |
| 8. November 2008, Sa. 17:00 Uhr in Skopje, Sportski centar Boris Trajkovski  | 5.500 Zuschauer Spielbericht  | HC Metalurg Skopje Stanojević 8 | 22 : 29 (14 : 17) | FC Barcelona 9 Hansen            |
| 13. November 2008, Do. 18:00 Uhr in Skopje, Sportski centar Boris Trajkovski | 6.000 Zuschauer Spielbericht  | HC Metalurg Skopje Maltsev 6    | 25 : 30 (12 : 16) | THW Kiel 9 Kavtičnik             |
| 16. November 2008, So. 17:00 Uhr in Barcelona, Palau Blaugrana               | 2.000 Zuschauer Spielbericht  | FC Barcelona Hansen 6           | 38 : 27 (17 : 11) | Drammen HK 6 Andersen            |
| 23. November 2008, So. 16:10 Uhr in Drammen, Drammenshallen                  | 500 Zuschauer Spielbericht    | Drammen HK Hykkerud 3           | 16 : 25 (09 : 12) | HC Metalurg Skopje 5 Jović       |
| 23. November 2008, So. 17:30 Uhr in Kiel, Sparkassen-Arena                   | 10.300 Zuschauer Spielbericht | THW Kiel Jícha 7                | 33 : 26 (16 : 11) | FC Barcelona 9 García Lorenzana  |

### Gruppe D
| Pl. | Mannschaft             | Sp. | S | U | N | T   | GT  | Diff | Pkt     |
| --- | ---------------------- | --- | - | - | - | --- | --- | ---- | ------- |
| 1.  | HSV Hamburg            | 6   | 6 | 0 | 0 | 204 | 153 | + 51 | 12 : 0  |
| 2.  | FCK Håndbold           | 6   | 4 | 0 | 2 | 196 | 171 | + 25 | 08 : 04 |
| 3.  | Tatran Prešov          | 6   | 2 | 0 | 4 | 165 | 183 | − 18 | 04 : 08 |
| 4.  | RK Roter Stern Belgrad | 6   | 0 | 0 | 6 | 146 | 204 | − 58 | 0 : 12  |

| 2. Oktober 2008, Do. 19:30 Uhr in Hamburg, Sporthalle Hamburg          | 2.600 Zuschauer Spielbericht | HSV Hamburg Flohr 5                | 32 : 20 (14 : 08) | Tatran Prešov 5 Tumidalský         |
| 5. Oktober 2008, So. 15:30 Uhr in Belgrad, Sportski Centar „Vozdovac“  | 1.500 Zuschauer Spielbericht | RK Roter Stern Belgrad Pavlov 5    | 25 : 34 (10 : 16) | FCK Håndbold 7 Christensen         |
| 11. Oktober 2008, Sa. 16:10 Uhr in Farum, Farum Arena                  | 1.500 Zuschauer Spielbericht | FCK Håndbold Christensen 7         | 31 : 34 (12 : 13) | HSV Hamburg 8 Gille                |
| 11. Oktober 2008, Sa. 19:30 Uhr in Prešov, Tatran Handball Arena       | 1.500 Zuschauer Spielbericht | Tatran Prešov Tumidalský 9         | 27 : 23 (14 : 10) | RK Roter Stern Belgrad 5 Milašević |
| 15. Oktober 2008, Mi. 18:15 Uhr in Belgrad, Sportski Centar „Vozdovac“ | 2.200 Zuschauer Spielbericht | RK Roter Stern Belgrad Perović 5   | 22 : 38 (12 : 17) | HSV Hamburg 8 Lindberg             |
| 18. Oktober 2008, Sa. 17:00 Uhr in Prešov, Tatran Handball Arena       | 1.500 Zuschauer Spielbericht | Tatran Prešov Kozlov 9             | 32 : 33 (18 : 14) | FCK Håndbold 12 Christensen        |
| 5. November 2008, Mi. 19:00 Uhr in Hamburg, Sporthalle Hamburg         | 2.900 Zuschauer Spielbericht | HSV Hamburg Jansen 8               | 29 : 27 (13 : 15) | FCK Håndbold 7 Rajković            |
| 9. November 2008, Sa. 19:00 Uhr in Belgrad, Sportski Centar „Vozdovac“ | 2.100 Zuschauer Spielbericht | RK Roter Stern Belgrad Milašević 5 | 27 : 31 (11 : 15) | Tatran Prešov 8 Hunady             |
| 15. November 2008, Sa. 16:10 Uhr in Kopenhagen, Frederiksberg Hallen   | 500 Zuschauer Spielbericht   | FCK Håndbold Hammer 9              | 38 : 22 (17 : 12) | RK Roter Stern Belgrad 5 Milašević |
| 16. November 2008, So. 15:45 Uhr in Prešov, Tatran Handball Arena      | 1.500 Zuschauer Spielbericht | Tatran Prešov Hunady 7             | 26 : 35 (13 : 17) | HSV Hamburg 7 Lindberg             |
| 22. November 2008, Sa. 16:10 Uhr in Kopenhagen, Frederiksberg Hallen   | 600 Zuschauer Spielbericht   | FCK Håndbold Rajković 8            | 33 : 29 (14 : 12) | Tatran Prešov 6 Kozlov             |
| 23. November 2008, So. 15:45 Uhr in Hamburg, Sporthalle Hamburg        | 3.000 Zuschauer Spielbericht | HSV Hamburg Lindberg 10            | 36 : 27 (19 : 14) | RK Roter Stern Belgrad 7 Milašević |

### Gruppe E
| Pl. | Mannschaft        | Sp. | S | U | N | T   | GT  | Diff | Pkt     |
| --- | ----------------- | --- | - | - | - | --- | --- | ---- | ------- |
| 1.  | Medwedi Tschechow | 6   | 4 | 0 | 2 | 191 | 172 | + 19 | 08 : 04 |
| 2.  | SDC San Antonio   | 6   | 4 | 0 | 2 | 186 | 179 | + 07 | 08 : 04 |
| 3.  | Steaua Bukarest   | 6   | 3 | 0 | 3 | 171 | 182 | − 11 | 06 : 06 |
| 4.  | RK Koper          | 6   | 1 | 0 | 5 | 173 | 188 | − 15 | 02 : 10 |

| 2. Oktober 2008, Do. 20:30 Uhr in Pamplona, Pabellon Universitario de Navarra   | 1.500 Zuschauer Spielbericht | SDC San Antonio Ruesga Pasarín 9 | 38 : 30 (19 : 14) | Steaua Bukarest 7 Nadoveza       |
| 4. Oktober 2008, Sa. 17:45 Uhr in Koper, Sportna Dvorana Bonifika               | 2.300 Zuschauer Spielbericht | RK Koper Mrvaljević 7            | 28 : 35 (15 : 12) | Medwedi Tschechow 10 Dibirow     |
| 9. Oktober 2008, Do. 19:00 Uhr in Tschechow, Sporthall Olimpijski               | 2.800 Zuschauer Spielbericht | Medwedi Tschechow Dibirow 9      | 34 : 26 (17 : 12) | SDC San Antonio 8 Kjelling       |
| 12. Oktober 2008, So. 19:00 Uhr in Buzău, Romeo Iamandi                         | 1.600 Zuschauer Spielbericht | Steaua Bukarest Şania 8          | 28 : 26 (12 : 16) | RK Koper 7 Mrvaljević            |
| 18. Oktober 2008, Sa. 17:45 Uhr in Koper, Sportna Dvorana Bonifika              | 2.500 Zuschauer Spielbericht | RK Koper Brumen 8                | 31 : 29 (15 : 16) | SDC San Antonio 6 Ruesga Pasarín |
| 19. Oktober 2008, So. 19:00 Uhr in Buzău, Romeo Iamandi                         | 1.800 Zuschauer Spielbericht | Steaua Bukarest Şania 9          | 34 : 32 (20 : 17) | Medwedi Tschechow 8 Dibirow      |
| 8. November 2008, Sa. 17:45 Uhr in Koper, Sportna Dvorana Bonifika              | 2.500 Zuschauer Spielbericht | RK Koper Mrvaljević 8            | 29 : 30 (13 : 15) | Steaua Bukarest 6 Şania          |
| 8. November 2008, Sa. 20:00 Uhr in Pamplona, Pabellon Universitario de Navarra  | 2.500 Zuschauer Spielbericht | SDC San Antonio Nikčević 7       | 33 : 27 (16 : 12) | Medwedi Tschechow 8 Kamanin      |
| 15. November 2008, Sa. 14:00 Uhr in Tschechow, Sporthall Olimpijski             | 2.000 Zuschauer Spielbericht | Medwedi Tschechow Kamanin 8      | 35 : 30 (17 : 10) | RK Koper 8 Blažević              |
| 16. November 2008, So. 19:00 Uhr in Buzău, Romeo Iamandi                        | 2.000 Zuschauer Spielbericht | Steaua Bukarest Şania 8          | 28 : 29 (15 : 14) | SDC San Antonio 8 Kjelling       |
| 22. November 2008, Sa. 20:00 Uhr in Pamplona, Pabellon Universitario de Navarra | 1.500 Zuschauer Spielbericht | SDC San Antonio Jakobsen 8       | 31 : 29 (17 : 11) | RK Koper 7 Mrvaljević            |
| 23. November 2008, So. 14:00 Uhr in Tschechow, Sporthall Olimpijski             | 3.000 Zuschauer Spielbericht | Medwedi Tschechow Dibirow 4      | 28 : 21 (14 : 09) | Steaua Bukarest 7 Novanc         |

### Gruppe F
| Pl. | Mannschaft             | Sp. | S | U | N | T   | GT  | Diff | Pkt     |
| --- | ---------------------- | --- | - | - | - | --- | --- | ---- | ------- |
| 1.  | SG Flensburg-Handewitt | 6   | 5 | 0 | 1 | 194 | 158 | + 36 | 10 : 02 |
| 2.  | KC Veszprém            | 6   | 4 | 0 | 2 | 183 | 159 | + 24 | 08 : 04 |
| 3.  | Haukar Hafnarfjörður   | 6   | 2 | 0 | 4 | 147 | 180 | − 33 | 04 : 08 |
| 4.  | STR Saporischschja     | 6   | 1 | 0 | 5 | 144 | 171 | − 27 | 02 : 10 |

| 5. Oktober 2008, So. 16:00 Uhr in Hafnarfjörður, Íthrottahúsid Ásvöllum     | 700 Zuschauer Spielbericht   | Haukar Hafnarfjörður Brynjarsson 4     | 26 : 25 (13 : 17) | STR Saporischschja 10 Onufrijenko     |
| 5. Oktober 2008, So. 17:15 Uhr in Veszprém, Veszprém Aréna                  | 5.000 Zuschauer Spielbericht | KC Veszprém Vujin 9                    | 29 : 28 (14 : 14) | SG Flensburg-Handewitt 9 Christiansen |
| 9. Oktober 2008, Do. 19:15 Uhr in Flensburg, Campushalle                    | 6.100 Zuschauer Spielbericht | SG Flensburg-Handewitt Christiansen 8  | 35 : 29 (19 : 14) | Haukar Hafnarfjörður 7 Kristjánsson   |
| 11. Oktober 2008, Sa. 17:00 Uhr in Saporischschja, Palace of Sports Yunost  | 2.500 Zuschauer Spielbericht | STR Saporischschja Burka 7             | 25 : 32 (10 : 17) | KC Veszprém 10 Vujin                  |
| 16. Oktober 2008, Do. 19:00 Uhr in Flensburg, Campushalle                   | 6.100 Zuschauer Spielbericht | SG Flensburg-Handewitt Christiansen 9  | 38 : 20 (20 : 08) | STR Saporischschja 8 Burka            |
| 19. Oktober 2008, So. 16:00 Uhr in Hafnarfjörður, Íthrottahúsid Ásvöllum    | 1.000 Zuschauer Spielbericht | Haukar Hafnarfjörður Brynjarsson 8     | 27 : 26 (16 : 10) | KC Veszprém 9 Eklemović               |
| 8. November 2008, Sa. 17:05 Uhr in Veszprém, Veszprém Aréna                 | 5.000 Zuschauer Spielbericht | KC Veszprém Ilyés 8                    | 33 : 22 (16 : 12) | STR Saporischschja 5 Burka            |
| 8. November 2008, Sa. 19:30 Uhr in Hafnarfjörður, Íthrottahúsid Ásvöllum    | 1.600 Zuschauer Spielbericht | Haukar Hafnarfjörður Sveinsson 7       | 25 : 34 (15 : 14) | SG Flensburg-Handewitt 8 Hansen       |
| 15. November 2008, Sa. 17:00 Uhr in Saporischschja, Palace of Sports Yunost | 1.800 Zuschauer Spielbericht | STR Saporischschja Onufrijenko 13      | 26 : 15 (12 : 08) | Haukar Hafnarfjörður 5 Kristjánsson   |
| 16. November 2008, So. 17:30 Uhr in Flensburg, Campushalle                  | 6.200 Zuschauer Spielbericht | SG Flensburg-Handewitt Christiansen 10 | 32 : 29 (15 : 15) | KC Veszprém 7 Vujin                   |
| 22. November 2008, Sa. 17:00 Uhr in Saporischschja, Palace of Sports Yunost | 1.800 Zuschauer Spielbericht | STR Saporischschja Onufrijenko 10      | 26 : 27 (16 : 15) | SG Flensburg-Handewitt 8 Christiansen |
| 22. November 2008, Sa. 17:00 Uhr in Veszprém, Veszprém Aréna                | 5.100 Zuschauer Spielbericht | KC Veszprém Vujin 9                    | 34 : 25 (16 : 12) | Haukar Hafnarfjörður 5 Halldórsson    |

### Gruppe G
| Pl. | Mannschaft      | Sp. | S | U | N | T   | GT  | Diff | Pkt     |
| --- | --------------- | --- | - | - | - | --- | --- | ---- | ------- |
| 1.  | Ademar León     | 6   | 4 | 1 | 1 | 198 | 177 | + 21 | 09 : 03 |
| 2.  | Montpellier HB  | 6   | 4 | 1 | 1 | 196 | 176 | + 20 | 09 : 03 |
| 3.  | Amicitia Zürich | 6   | 2 | 1 | 3 | 185 | 185 | ± 0  | 05 : 07 |
| 4.  | A1 Bregenz      | 6   | 0 | 1 | 5 | 170 | 211 | − 41 | 01 : 11 |

| 5. Oktober 2008, So. 15:30 Uhr in Zürich, Saalsporthalle                        | 900 Zuschauer Spielbericht   | Amicitia Zürich Schmid 9   | 35 : 25 (15 : 13) | A1 Bregenz 6 Mayer         |
| 5. Oktober 2008, So. 18:00 Uhr in León, Palacio de los Deportes de Leon         | 3.500 Zuschauer Spielbericht | Ademar León Bičanić 6      | 25 : 21 (14 : 08) | Montpellier HB 6 Guigou    |
| 11. Oktober 2008, Sa. 20:15 Uhr in Bregenz, Sporthalle Rieden-Vorkloster        | 1.800 Zuschauer Spielbericht | A1 Bregenz Schlinger 12    | 30 : 34 (16 : 15) | Ademar León 11 Straňovský  |
| 12. Oktober 2008, So. 17:00 Uhr in Montpellier, Palais des sports René Bougnol  | 3.000 Zuschauer Spielbericht | Montpellier HB Guigou 11   | 36 : 29 (16 : 14) | Amicitia Zürich 7 Behrends |
| 18. Oktober 2008, Sa. 20:15 Uhr in Bregenz, Sporthalle Rieden-Vorkloster        | 1.800 Zuschauer Spielbericht | A1 Bregenz Hojc 11         | 32 : 34 (15 : 13) | Montpellier HB 7 Bojinović |
| 19. Oktober 2008, So. 18:00 Uhr in León, Palacio de los Deportes de Leon        | 4.000 Zuschauer Spielbericht | Ademar León Straňovský 13  | 39 : 33 (18 : 17) | Amicitia Zürich 9 Bašić    |
| 9. November 2008, So. 15:30 Uhr in Zürich, Saalsporthalle                       | 1.700 Zuschauer Spielbericht | Amicitia Zürich Schmid 8   | 27 : 28 (15 : 12) | Montpellier HB 8 Guigou    |
| 9. November 2008, So. 18:00 Uhr in León, Palacio de los Deportes de Leon        | 5.000 Zuschauer Spielbericht | Ademar León Bičanić 7      | 37 : 26 (17 : 15) | A1 Bregenz 7 Hojc          |
| 15. November 2008, Sa. 20:15 Uhr in Bregenz, Sporthalle Rieden-Vorkloster       | 1.800 Zuschauer Spielbericht | A1 Bregenz Obad 8          | 28 : 28 (14 : 12) | Amicitia Zürich 6 Schmid   |
| 16. November 2008, So. 17:00 Uhr in Montpellier, Palais des sports René Bougnol | 2.900 Zuschauer Spielbericht | Montpellier HB Guigou 8    | 34 : 34 (18 : 15) | Ademar León 9 Buntić       |
| 23. November 2008, So. 15:30 Uhr in Zürich, Saalsporthalle                      | 1.500 Zuschauer Spielbericht | Amicitia Zürich Schmid 13  | 33 : 29 (20 : 15) | Ademar León 6 Straňovský   |
| 23. November 2008, So. 17:00 Uhr in Montpellier, Palais des sports René Bougnol | 2.500 Zuschauer Spielbericht | Montpellier HB Accambray 7 | 43 : 29 (19 : 15) | A1 Bregenz 9 Mayer         |

### Gruppe H
| Pl. | Mannschaft         | Sp. | S | U | N | T   | GT  | Diff | Pkt     |
| --- | ------------------ | --- | - | - | - | --- | --- | ---- | ------- |
| 1.  | Rhein-Neckar Löwen | 6   | 4 | 2 | 0 | 198 | 160 | + 38 | 10 : 02 |
| 2.  | RK Zagreb          | 6   | 4 | 2 | 0 | 186 | 156 | + 30 | 10 : 02 |
| 3.  | SC Szeged          | 6   | 2 | 0 | 4 | 159 | 161 | − 02 | 04 : 08 |
| 4.  | Wisła Płock        | 6   | 0 | 0 | 6 | 122 | 188 | − 66 | 0 : 12  |

| 4. Oktober 2008, Sa. 17:45 Uhr in Zagreb, Dom športova           | 5.500 Zuschauer Spielbericht | RK Zagreb Lazarov 11             | 33 : 33 (16 : 14) | Rhein-Neckar Löwen 8 Sigurðsson |
| 5. Oktober 2008, So. 19:00 Uhr in Łąck, Sporthalle Łąck          | 1.200 Zuschauer Spielbericht | Wisła Płock Rumniak 4            | 16 : 26 (08 : 14) | SC Szeged 7 Krivokapić          |
| 12. Oktober 2008, So. 17:15 Uhr in Szeged, Varosi Sportcsarnok   | 2.700 Zuschauer Spielbericht | SC Szeged Krivokapić 7           | 24 : 28 (17 : 13) | Rhein-Neckar Löwen 7 Bielecki   |
| 12. Oktober 2008, So. 17:45 Uhr in Zagreb, Dom športova          | 6.000 Zuschauer Spielbericht | RK Zagreb Horvat 8               | 34 : 17 (15 : 07) | Wisła Płock 6 Wuszter           |
| 16. Oktober 2008, Do. 20:30 Uhr in Eppelheim, Rhein-Neckar-Halle | 1.800 Zuschauer Spielbericht | Rhein-Neckar Löwen Sigurðsson 10 | 38 : 25 (20 : 14) | Wisła Płock 7 Matysik           |
| 18. Oktober 2008, Sa. 17:15 Uhr in Szeged, Varosi Sportcsarnok   | 3.000 Zuschauer Spielbericht | SC Szeged Ghionea 8              | 30 : 36 (14 : 15) | RK Zagreb 9 Lazarov             |
| 8. November 2008, Sa. 17:45 Uhr in Łąck, Sporthalle Łąck         | 1.200 Zuschauer Spielbericht | Wisła Płock Nat 6                | 24 : 27 (12 : 16) | RK Zagreb 7 Lazarov             |
| 9. November 2008, So. 17:30 Uhr in Eppelheim, Rhein-Neckar-Halle | 1.800 Zuschauer Spielbericht | Rhein-Neckar Löwen Tkaczyk 8     | 35 : 28 (15 : 13) | SC Szeged 7 Petrea              |
| 13. November 2008, Do. 20:00 Uhr in Karlsruhe, Europahalle       | 5.500 Zuschauer Spielbericht | Rhein-Neckar Löwen Harbok 6      | 27 : 27 (11 : 15) | RK Zagreb 8 Lazarov             |
| 15. November 2008, Sa. 17:15 Uhr in Szeged, Varosi Sportcsarnok  | 2.500 Zuschauer Spielbericht | SC Szeged Ghionea 7              | 26 : 17 (15 : 08) | Wisła Płock 4 Wuszter           |
| 20. November 2008, Do. 18:30 Uhr in Łąck, Sporthalle Łąck        | 1.000 Zuschauer Spielbericht | Wisła Płock Kuptel 6             | 23 : 37 (09 : 20) | Rhein-Neckar Löwen 11 Filip     |
| 22. November 2008, Sa. 17:45 Uhr in Zagreb, Dom športova         | 4.000 Zuschauer Spielbericht | RK Zagreb Lazarov 9              | 29 : 25 (14 : 14) | SC Szeged 10 Ghionea            |

## 2. Gruppenphase
Die Auslosung der 2. Gruppenphase fand am 25. November 2008 um 11:00 Uhr (GMT+2) in Wien statt.

Es nahmen die 16 Erst- und Zweitplatzierten der Gruppenphase teil.

### Qualifizierte Teams
| Gruppen 1. Chambéry Savoie HB BM Ciudad Real THW Kiel HSV Hamburg Medwedi Tschechow SG Flensburg-Handewitt Ademar León Rhein-Neckar Löwen | Gruppen 2. RK Celje GOG Svendborg TGI FC Barcelona FCK Håndbold SDC San Antonio KC Veszprém Montpellier HB RK Zagreb |

### Gruppen
| Gruppe 1 Medwedi Tschechow HSV Hamburg FCK Håndbold SDC San Antonio | Gruppe 2 Chambéry Savoie HB Rhein-Neckar Löwen RK Celje RK Zagreb | Gruppe 3 SG Flensburg-Handewitt Ademar León KC Veszprém Montpellier HB | Gruppe 4 BM Ciudad Real THW Kiel FC Barcelona GOG Svendborg TGI |

### Entscheidungen
|  | Teilnahme am Viertelfinale |

### Gruppe 1
| Pl. | Mannschaft        | Sp. | S | U | N | T   | GT  | Diff | Pkt     |
| --- | ----------------- | --- | - | - | - | --- | --- | ---- | ------- |
| 1.  | HSV Hamburg       | 6   | 5 | 0 | 1 | 185 | 169 | + 16 | 10 : 02 |
| 2.  | Medwedi Tschechow | 6   | 3 | 0 | 3 | 196 | 190 | + 06 | 06 : 06 |
| 3.  | SDC San Antonio   | 6   | 3 | 0 | 3 | 174 | 174 | ± 0  | 06 : 06 |
| 4.  | FCK Håndbold      | 6   | 1 | 0 | 5 | 180 | 202 | − 22 | 02 : 10 |

| 9. Oktober 2008, Do. 19:00 Uhr in Tschechow, Sporthall Olimpijski              | 2.800 Zuschauer Spielbericht | Medwedi Tschechow Dibirow 9        | 34 : 26 (17 : 12) | SDC San Antonio 8 Kjelling       |
| 11. Oktober 2008, Sa. 16:10 Uhr in Farum, Farum Arena                          | 1.500 Zuschauer Spielbericht | FCK Håndbold Christensen 7         | 31 : 34 (12 : 13) | HSV Hamburg 8 B. Gille           |
| 5. November 2008, Mi. 19:00 Uhr in Hamburg, Sporthalle Hamburg                 | 2.900 Zuschauer Spielbericht | HSV Hamburg Jansen 8               | 29 : 27 (13 : 15) | FCK Håndbold 7 Rajković          |
| 8. November 2008, Sa. 20:00 Uhr in Pamplona, Pabellon Universitario de Navarra | 1.500 Zuschauer Spielbericht | SDC San Antonio Nikčević 7         | 33 : 27 (16 : 12) | Medwedi Tschechow 8 Kamanin      |
| 11. Februar 2009, Mi. 18:30 Uhr in Hamburg, Color Line Arena                   | 6.900 Zuschauer Spielbericht | HSV Hamburg Schröder 8             | 34 : 23 (14 : 13) | SDC San Antonio 8 Malmagro Viaña |
| 14. Februar 2009, Sa. 16:10 Uhr in Farum, Farum Arena                          | 800 Zuschauer Spielbericht   | FCK Håndbold Atterhäll 6           | 33 : 37 (19 : 18) | Medwedi Tschechow 7 Tschipurin   |
| 18. Februar 2009, Mi. 19:00 Uhr in Tschechow, Sporthall Olimpijski             | 2.300 Zuschauer Spielbericht | Medwedi Tschechow Igropulo 6       | 30 : 32 (14 : 14) | HSV Hamburg 10 M. Lijewski       |
| 21. Februar 2009, Sa. 20:00 Uhr in Pamplona, Pabellon Universitario de Navarra | 1.800 Zuschauer Spielbericht | SDC San Antonio Jakobsen 7         | 38 : 27 (24 : 16) | FCK Håndbold 8 Christensen       |
| 26. Februar 2009, Do. 19:00 Uhr in Tschechow, Sporthall Olimpijski             | 2.300 Zuschauer Spielbericht | Medwedi Tschechow Igropulo 11      | 37 : 34 (18 : 17) | FCK Håndbold 6 Christensen       |
| 1. März 2009, So. 15:45 Uhr in Pamplona, Pabellon Universitario de Navarra     | 2.500 Zuschauer Spielbericht | SDC San Antonio Hernández Casado 6 | 27 : 24 (16 : 09) | HSV Hamburg 8 Jansen             |
| 4. März 2009, Mi. 19:00 Uhr in Hamburg, Color Line Arena                       | 6.200 Zuschauer Spielbericht | HSV Hamburg Lindberg 8             | 32 : 31 (16 : 15) | Medwedi Tschechow 7 Igropulo     |
| 7. März 2009, Sa. 16:10 Uhr in Farum, Farum Arena                              | 900 Zuschauer Spielbericht   | FCK Håndbold Christensen 6         | 28 : 27 (15 : 14) | SDC San Antonio 9 Malmagro Viaña |

### Gruppe 2
| Pl. | Mannschaft         | Sp. | S | U | N | T   | GT  | Diff | Pkt     |
| --- | ------------------ | --- | - | - | - | --- | --- | ---- | ------- |
| 1.  | Rhein-Neckar Löwen | 6   | 3 | 2 | 1 | 188 | 164 | + 24 | 08 : 04 |
| 2.  | RK Zagreb          | 6   | 3 | 2 | 1 | 176 | 158 | + 18 | 08 : 04 |
| 3.  | Chambéry Savoie HB | 6   | 4 | 0 | 2 | 177 | 178 | − 01 | 08 : 04 |
| 4.  | RK Celje           | 6   | 0 | 0 | 6 | 149 | 190 | − 41 | 0 : 12  |

| 4. Oktober 2008, Sa. 17:45 Uhr in Zagreb, Dom športova               | 5.500 Zuschauer Spielbericht | RK Zagreb Lazarov 11            | 33 : 33 (16 : 14) | Rhein-Neckar Löwen 8 Sigurðsson |
| 5. Oktober 2008, So. 17:00 Uhr in Albertville, Halle Olympique       | 2.100 Zuschauer Spielbericht | Chambéry Savoie HB Narcisse 9   | 37 : 30 (20 : 18) | RK Celje 8 Kokscharow           |
| 13. November 2008, Do. 20:00 Uhr in Karlsruhe, Europahalle Karlsruhe | 5.500 Zuschauer Spielbericht | Rhein-Neckar Löwen Harbok 6     | 27 : 27 (11 : 15) | RK Zagreb 8 Lazarov             |
| 16. November 2008, So. 16:00 Uhr in Celje, Zlatorog Arena            | 3.000 Zuschauer Spielbericht | RK Celje Špiler 5               | 25 : 32 (13 : 14) | Chambéry Savoie HB 8 Joli       |
| 14. Februar 2009, Sa. 17:45 Uhr in Zagreb, Dom športova              | 7.000 Zuschauer Spielbericht | RK Zagreb Lazarov 7             | 30 : 32 (17 : 15) | Chambéry Savoie HB 12 Narcisse  |
| 14. Februar 2009, Sa. 18:25 Uhr in Celje, Halle Olympique            | 2.000 Zuschauer Spielbericht | RK Celje Kokscharow 11          | 28 : 34 (14 : 16) | Rhein-Neckar Löwen 11 Jurasik   |
| 18. Februar 2009, Mi. 19:00 Uhr in Chambéry, Le Phare                | 5.000 Zuschauer Spielbericht | Chambéry Savoie HB Joli 4       | 25 : 23 (11 : 12) | Rhein-Neckar Löwen 10 Filip     |
| 21. Februar 2009, Sa. 17:35 Uhr in Celje, Zlatorog Arena             | 4.000 Zuschauer Spielbericht | RK Celje Gajič 5                | 22 : 25 (11 : 16) | RK Zagreb 7 Lazarov             |
| 26. Februar 2009, Do. 18:30 Uhr in Karlsruhe, Europahalle Karlsruhe  | 3.839 Zuschauer Spielbericht | Rhein-Neckar Löwen Gensheimer 8 | 31 : 26 (15 : 16) | RK Celje 6 Kokscharow           |
| 28. Februar 2009, Sa. 17:30 Uhr in Chambéry, Le Phare                | 4.400 Zuschauer Spielbericht | Chambéry Savoie HB Joli 7       | 26 : 30 (12 : 17) | RK Zagreb 11 Lazarov            |
| 7. März 2009, Sa. 17:35 Uhr in Zagreb, Dom športova                  | 7.000 Zuschauer Spielbericht | RK Zagreb Lazarov 10            | 31 : 18 (14 : 06) | RK Celje 8 Kokscharow           |
| 8. März 2009, So. 17:30 Uhr in Karlsruhe, Europahalle Karlsruhe      | 5.500 Zuschauer Spielbericht | Rhein-Neckar Löwen Jurasik 10   | 40 : 25 (19 : 10) | Chambéry Savoie HB 6 Busselier  |

### Gruppe 3
| Pl. | Mannschaft             | Sp. | S | U | N | T   | GT  | Diff | Pkt   |
| --- | ---------------------- | --- | - | - | - | --- | --- | ---- | ----- |
| 1.  | KC Veszprém            | 6   | 4 | 0 | 2 | 170 | 163 | + 07 | 8 : 4 |
| 2.  | SG Flensburg-Handewitt | 6   | 3 | 0 | 3 | 170 | 172 | − 02 | 6 : 6 |
| 3.  | Ademar León            | 6   | 2 | 1 | 3 | 177 | 178 | − 01 | 5 : 7 |
| 4.  | Montpellier HB         | 6   | 2 | 1 | 3 | 154 | 158 | − 04 | 5 : 7 |

| 5. Oktober 2008, So. 17:15 Uhr in Veszprém, Veszprém Aréna                      | 5.000 Zuschauer Spielbericht | KC Veszprém Vujin 9                    | 29 : 28 (14 : 14) | SG Flensburg-Handewitt 9 Christiansen |
| 5. Oktober 2008, So. 18:00 Uhr in León, Palacio de los Deportes de Leon         | 3.500 Zuschauer Spielbericht | Ademar León Bičanić 6                  | 25 : 21 (14 : 08) | Montpellier HB 8 Guigou               |
| 16. November 2008, So. 17:00 Uhr in Montpellier, Palais des Sports René Bougnol | 2.900 Zuschauer Spielbericht | Montpellier HB Guigou 8                | 34 : 34 (18 : 15) | Ademar León 9 Buntić                  |
| 16. November 2008, So. 17:30 Uhr in Flensburg, Campushalle                      | 6.200 Zuschauer Spielbericht | SG Flensburg-Handewitt Christiansen 10 | 32 : 29 (15 : 15) | KC Veszprém 7 Vujin                   |
| 15. Februar 2009, So. 15:15 Uhr in Veszprém, Veszprém Aréna                     | 5.000 Zuschauer Spielbericht | KC Veszprém Eklemović 9                | 28 : 26 (14 : 13) | Ademar León 6 Straňovský              |
| 15. Februar 2009, So. 17:15 Uhr in Montpellier, Palais des Sports René Bougnol  | 3.000 Zuschauer Spielbericht | Montpellier HB Guigou 8                | 31 : 25 (13 : 09) | SG Flensburg-Handewitt 6 Christiansen |
| 22. Februar 2009, So. 16:00 Uhr in Flensburg, Campushalle                       | 4.800 Zuschauer Spielbericht | SG Flensburg-Handewitt Christiansen 9  | 31 : 26 (13 : 13) | Ademar León 9 Bičanić                 |
| 22. Februar 2009, So. 18:30 Uhr in Montpellier, Palais des Sports René Bougnol  | 2.800 Zuschauer Spielbericht | Montpellier HB Juříček 5               | 24 : 30 (11 : 14) | KC Veszprém 9 Vujin                   |
| 28. Februar 2009, Sa. 16:00 Uhr in León, Palacio de los Deportes de Leon        | 5.000 Zuschauer Spielbericht | Ademar León Kriwoschlykow 10           | 30 : 32 (12 : 17) | KC Veszprém 12 Vujin                  |
| 1. März 2009, So. 17:30 Uhr in Flensburg, Campushalle                           | 5.700 Zuschauer Spielbericht | SG Flensburg-Handewitt Carlén 7        | 22 : 21 (09 : 08) | Montpellier HB 7 Guigou               |
| 7. März 2009, Sa. 15:15 Uhr in Veszprém, Veszprém Aréna                         | 5.000 Zuschauer Spielbericht | KC Veszprém Ilyés 5                    | 22 : 23 (11 : 10) | Montpellier HB 8 Accambray            |
| 8. März 2009, So. 19:00 Uhr in León, Palacio de los Deportes de Leon            | 3.000 Zuschauer Spielbericht | Ademar León Martins da Costa 7         | 36 : 32 (15 : 11) | SG Flensburg-Handewitt 10 Boesen      |

### Gruppe 4
| Pl. | Mannschaft        | Sp. | S | U | N | T   | GT  | Diff | Pkt     |
| --- | ----------------- | --- | - | - | - | --- | --- | ---- | ------- |
| 1.  | THW Kiel          | 6   | 5 | 0 | 1 | 210 | 174 | + 36 | 10 : 02 |
| 2.  | BM Ciudad Real    | 6   | 5 | 0 | 1 | 195 | 173 | + 22 | 10 : 02 |
| 3.  | FC Barcelona      | 6   | 2 | 0 | 4 | 181 | 183 | − 02 | 04 : 08 |
| 4.  | GOG Svendborg TGI | 6   | 0 | 0 | 6 | 166 | 222 | − 56 | 0 : 12  |

| 5. Oktober 2008, So. 15:55 Uhr in Odense, Odense Idraetshal    | 1.800 Zuschauer Spielbericht  | GOG Svendborg TGI Hallgrímsson 6 | 24 : 34 (10 : 16) | BM Ciudad Real 7 Laen           |
| 19. Oktober 2008, So. 17:30 Uhr in Barcelona, Palau Blaugrana  | 5.300 Zuschauer Spielbericht  | FC Barcelona Nagy 7              | 27 : 31 (15 : 15) | THW Kiel 7 Karabatić            |
| 16. November 2008, So. 18:00 Uhr in Ciudad Real, Quijote Arena | 4.000 Zuschauer Spielbericht  | BM Ciudad Real Källman 7         | 37 : 26 (20 : 13) | GOG Svendborg TGI 8 Petersen    |
| 23. November 2008, So. 17:30 Uhr in Kiel, Sparkassen-Arena     | 10.300 Zuschauer Spielbericht | THW Kiel Jícha 7                 | 33 : 26 (16 : 11) | FC Barcelona 9 García Lorenzana |
| 14. Februar 2009, Sa. 16:30 Uhr in Barcelona, Palau Blaugrana  | 3.500 Zuschauer Spielbericht  | FC Barcelona Hansen 7            | 28 : 31 (13 : 13) | BM Ciudad Real 9 Rutenka        |
| 15. Februar 2009, So. 15:50 Uhr in Odense, Odense Idraetshal   | 2.200 Zuschauer Spielbericht  | GOG Svendborg TGI Petersen 8     | 31 : 43 (13 : 19) | THW Kiel 8 Ahlm                 |
| 22. Februar 2009, So. 17:00 Uhr in Barcelona, Palau Blaugrana  | 2.000 Zuschauer Spielbericht  | FC Barcelona Rocas 8             | 36 : 27 (17 : 14) | GOG Svendborg TGI 12 Petersen   |
| 22. Februar 2009, So. 17:45 Uhr in Kiel, Sparkassen-Arena      | 11.000 Zuschauer Spielbericht | THW Kiel Andersson 7             | 33 : 26 (14 : 12) | BM Ciudad Real 5 Källman        |
| 25. Februar 2009, Mi. 18:30 Uhr in Kiel, Sparkassen-Arena      | 10.250 Zuschauer Spielbericht | THW Kiel Jícha 12                | 37 : 29 (20 : 20) | GOG Svendborg TGI 6 Moen Kleven |
| 1. März 2009, So. 20:00 Uhr in Ciudad Real, Quijote Arena      | 5.200 Zuschauer Spielbericht  | BM Ciudad Real Stefánsson 6      | 32 : 29 (14 : 14) | FC Barcelona 8 Romero Fernández |
| 7. März 2009, Sa. 20:00 Uhr in Ciudad Real, Quijote Arena      | 4.500 Zuschauer Spielbericht  | BM Ciudad Real Rutenka 6         | 35 : 33 (18 : 18) | THW Kiel 7 Klein                |
| 8. März 2009, So. 15:50 Uhr in Odense, Arena FYN               | 4.000 Zuschauer Spielbericht  | GOG Svendborg TGI Meijer 6       | 29 : 35 (17 : 18) | FC Barcelona 6 Nøddesbo         |

## Viertelfinale

### Qualifizierte Teams
Für das Viertelfinale qualifiziert waren:
| Gruppen 1. HSV Hamburg Rhein-Neckar Löwen KC Veszprém THW Kiel | Gruppen 2. Medwedi Tschechow RK Zagreb SG Flensburg-Handewitt BM Ciudad Real |

### Ausgeloste Spiele und Ergebnisse
Die Auslosung des Viertelfinales fand am 9. März 2009 um 18:30 Uhr (GMT+2) in Wien statt.

Im Viertelfinale traf immer ein Gruppenerster auf einen Gruppenzweiten.

Der Gruppenerste hatte das Recht, das Rückspiel zu Hause auszutragen.

Die Hinspiele fanden am 25./28./29. März 2009 statt, die Rückspiele am 3./4./5. April 2009.
| Mannschaft 1                     | Mannschaft 2                  | Hinspiel             | Rückspiel            | Gesamt  |
| -------------------------------- | ----------------------------- | -------------------- | -------------------- | ------- |
| RK Zagreb Valčić 12              | THW Kiel Jícha 14             | 29.03. So. 17:30 Uhr | 04.04. Sa. 17:00 Uhr | 55 : 59 |
| RK Zagreb Valčić 12              | THW Kiel Jícha 14             | 28 : 28 (13 : 12)    | 27 : 31 (11 : 17)    | 55 : 59 |
| RK Zagreb Valčić 12              | THW Kiel Jícha 14             | 7.000 Zuschauer      | 10.250 Zuschauer     | 55 : 59 |
| BM Ciudad Real Rutenka 12        | KC Veszprém Vujin 16          | 29.03. So. 18:00 Uhr | 04.04. Sa. 17:15 Uhr | 58 : 56 |
| BM Ciudad Real Rutenka 12        | KC Veszprém Vujin 16          | 29 : 24 (15 : 12)    | 29 : 32 (15 : 17)    | 58 : 56 |
| BM Ciudad Real Rutenka 12        | KC Veszprém Vujin 16          | 4.500 Zuschauer      | 5.000 Zuschauer      | 58 : 56 |
| SG Flensburg-Handewitt Carlén 17 | HSV Hamburg B. Gille 12       | 25.03. Mi. 20:15 Uhr | 03.04. Fr. 19:00 Uhr | 56 : 57 |
| SG Flensburg-Handewitt Carlén 17 | HSV Hamburg B. Gille 12       | 25 : 28 (12 : 14)    | 31 : 29 (15 : 13)    | 56 : 57 |
| SG Flensburg-Handewitt Carlén 17 | HSV Hamburg B. Gille 12       | 5.900 Zuschauer      | 13.000 Zuschauer     | 56 : 57 |
| Medwedi Tschechow Igropulo 18    | Rhein-Neckar Löwen Jurasik 16 | 28.03. Sa. 15:00 Uhr | 05.04. So. 17:15 Uhr | 61 : 67 |
| Medwedi Tschechow Igropulo 18    | Rhein-Neckar Löwen Jurasik 16 | 33 : 31 (21 : 15)    | 28 : 36 (13 : 16)    | 61 : 67 |
| Medwedi Tschechow Igropulo 18    | Rhein-Neckar Löwen Jurasik 16 | 3.300 Zuschauer      | 4.300 Zuschauer      | 61 : 67 |

## Halbfinale

### Qualifizierte Teams
Für das Halbfinale qualifiziert waren:
| BM Ciudad Real THW Kiel HSV Hamburg Rhein-Neckar Löwen |

Die Auslosung des Halbfinales fand am 7. April 2009 um 11:00 Uhr (GMT+2) in Wien statt.

Die Hinspiele fanden am 25./26. April 2009 statt. Die Rückspiele fanden am 30. April und 2. Mai 2009 statt.

### 1. Halbfinale
| Mannschaft 1 | Mannschaft 2   | Hinspiel             | Rückspiel            | Gesamt  |
| ------------ | -------------- | -------------------- | -------------------- | ------- |
| HSV Hamburg  | BM Ciudad Real | 25.04. Sa. 17:00 Uhr | 02.05. Sa. 19:00 Uhr | 60 : 63 |
| HSV Hamburg  | BM Ciudad Real | 29 : 30 (13 : 12)    | 31 : 33 (15 : 15)    | 60 : 63 |

 HSV Hamburg – BM Ciudad Real  29 : 30 (13 : 12)
25. April 2009 in Hamburg, Color Line Arena, 10.300 Zuschauer.
HSV Hamburg: Bitter, Sandström – B. Gille  (5), Lacković (5), Lindberg (5), G. Gille   (4), Jansen (3), Hens (2), K. Lijewski (2), Schröder (2), Grimm   (1), Flohr, Grundsten, M. Lijewski
BM Ciudad Real: Hombrados, Sterbik – Entrerríos  (6), Rutenka   (6), Källman  (5), Stefánsson  (4), Abalo  (3), Rodríguez (2), Dinart (1), Fernandez (1), García  (1), Pajovič (1), Metličić , Morros
Schiedsrichter:  Csaba Dobrovits und Peter Tajok
Quelle: Spielbericht
 BM Ciudad Real – HSV Hamburg  33 : 31 (15 : 15)
2. Mai 2009 in Ciudad Real, Quijote Arena, 5.500 Zuschauer.
BM Ciudad Real: Hombrados, Sterbik – Källman  (8), Stefánsson   (5), Abalo (4), Morros  1 x  (3), Rutenka (3), Zorman (3), Entrerríos (2), Fernandez (2), García  (2), Metličić  (1), Dinart , Laen, Pajovič, Rodríguez
HSV Hamburg: Bitter, Sandström – B. Gille  (8), Hens  (7), M. Lijewski  (5), Lindberg (4), G. Gille   (3), Lacković   (2), Grimm (1), Jansen  (1), Flohr, Grundsten, K. Lijewski, Schröder, Niemeyer
Schiedsrichter:  Martin Gjeding und Mads Hansen
Quelle: Spielbericht

### 2. Halbfinale
| Mannschaft 1 | Mannschaft 2       | Hinspiel             | Rückspiel            | Gesamt  |
| ------------ | ------------------ | -------------------- | -------------------- | ------- |
| THW Kiel     | Rhein-Neckar Löwen | 26.04. So. 17:30 Uhr | 30.04. Do. 19:00 Uhr | 67 : 54 |
| THW Kiel     | Rhein-Neckar Löwen | 37 : 23 (20 : 08)    | 30 : 31 (18 : 16)    | 67 : 54 |

 THW Kiel – Rhein-Neckar Löwen  37 : 23 (20 : 8)
26. April 2009 in Kiel, Ostseehalle, 10.250 Zuschauer.
THW Kiel: Omeyer, Martini – Jicha (12), Karabatić (6), Kavtičnik  (6), Klein  (4), Lundström (3), Zeitz (3), Ahlm  (2), Lövgren  (1), Anic, Lund    , Wessig
Rhein-Neckar Löwen: Szmal, Fritz – Jurasik (8), Sigurðsson  (5), Filip  (4), Fäth (2), Gensheimer  (2), Klimovets  (1), Schwarzer (1), Bielecki , Groetzki, Richardson, Roggisch     
Schiedsrichter:  Sorin-Laurentiu Dinu und Constantin Din
Quelle: Spielbericht
 Rhein-Neckar Löwen – THW Kiel  31 : 30 (16 : 18)
30. April 2009 in Mannheim, SAP Arena, 13.000 Zuschauer.
Rhein-Neckar Löwen: Szmal, Fritz – Jurasik  (9), Sigurðsson (8), Gensheimer (5), Klimovets  (4), Filip (2), Bielecki  (1), Groetzki (1), Schwarzer (1), Fäth, Richardson, Roggisch   , Ruß
THW Kiel: Omeyer, Martini – Ahlm   (7), Karabatić  (7), Zeitz (4), Kavtičnik  (3), Lundström (3), Klein  (2), Lövgren (2), Anic (1), Jicha   (1), Lund 
Schiedsrichter:  Slobodan Visekruna und Zoran Stanojevic
Quelle: Spielbericht

## Finale

### Qualifizierte Teams
Für das Finale qualifiziert waren:
| BM Ciudad Real THW Kiel |

### Ergebnisse
Die Auslosung des Finales fand am 5. Mai 2009 um 11:00 Uhr (GMT+2) in Wien statt.
Das Hinspiel fand am 24. Mai 2009 statt. Das Rückspiel fand am 31. Mai 2009 statt.
| Mannschaft 1 | Mannschaft 2   | Hinspiel             | Rückspiel            | Gesamt  |
| ------------ | -------------- | -------------------- | -------------------- | ------- |
| THW Kiel     | BM Ciudad Real | 24.05. So. 18:45 Uhr | 31.05. So. 18:00 Uhr | 66 : 67 |
| THW Kiel     | BM Ciudad Real | 39 : 34 (18 : 12)    | 27 : 33 (14 : 13)    | 66 : 67 |

 THW Kiel – BM Ciudad Real  39:34 (18:12)
24. Mai 2009 in Kiel, Ostseehalle, 10.250 Zuschauer.
THW Kiel: Omeyer, Martini – Jicha (9), Kavtičnik (9), Karabatić   (7), Anic (4), Lundström (3), Ahlm      (2), Lövgren (2), Zeitz (2), Andersson  (1), Klein, Lund 
BM Ciudad Real: Hombrados, Sterbik – Fernandez (8), Abalo   (7), Källman  (7), Stefánsson (6), Rodríguez   (2), Rutenka   (2), Entrerríos (1), Uríos (1), Dinart , García, Metličić, Morros
Schiedsrichter:  Per Olesen und Lars Ejby Pedersen
Quelle: Spielbericht
 BM Ciudad Real – THW Kiel  33:27 (13:14)
31. Mai 2009 in Ciudad Real, Quijote Arena, 5.500 Zuschauer.
BM Ciudad Real: Hombrados, Sterbik – Stefánsson (8), Abalo  (5), Fernandez (4), Källman  (4), Rodríguez  (4), Rutenka (4), Morros (2), Metličić   (1), Zorman  (1), Dinart, Entrerríos, García
THW Kiel: Omeyer, Martini – Karabatić  (7), Kavtičnik  (7), Andersson  (4), Lundström (4), Ahlm  (3), Jícha  (1), Lövgren (1), Anic, Klein, Lund, Wessig, Zeitz 
Schiedsrichter:  Slobodan Visekruna und Zoran Stanojevic
Quelle: Spielbericht

## Statistiken

### Torschützenliste

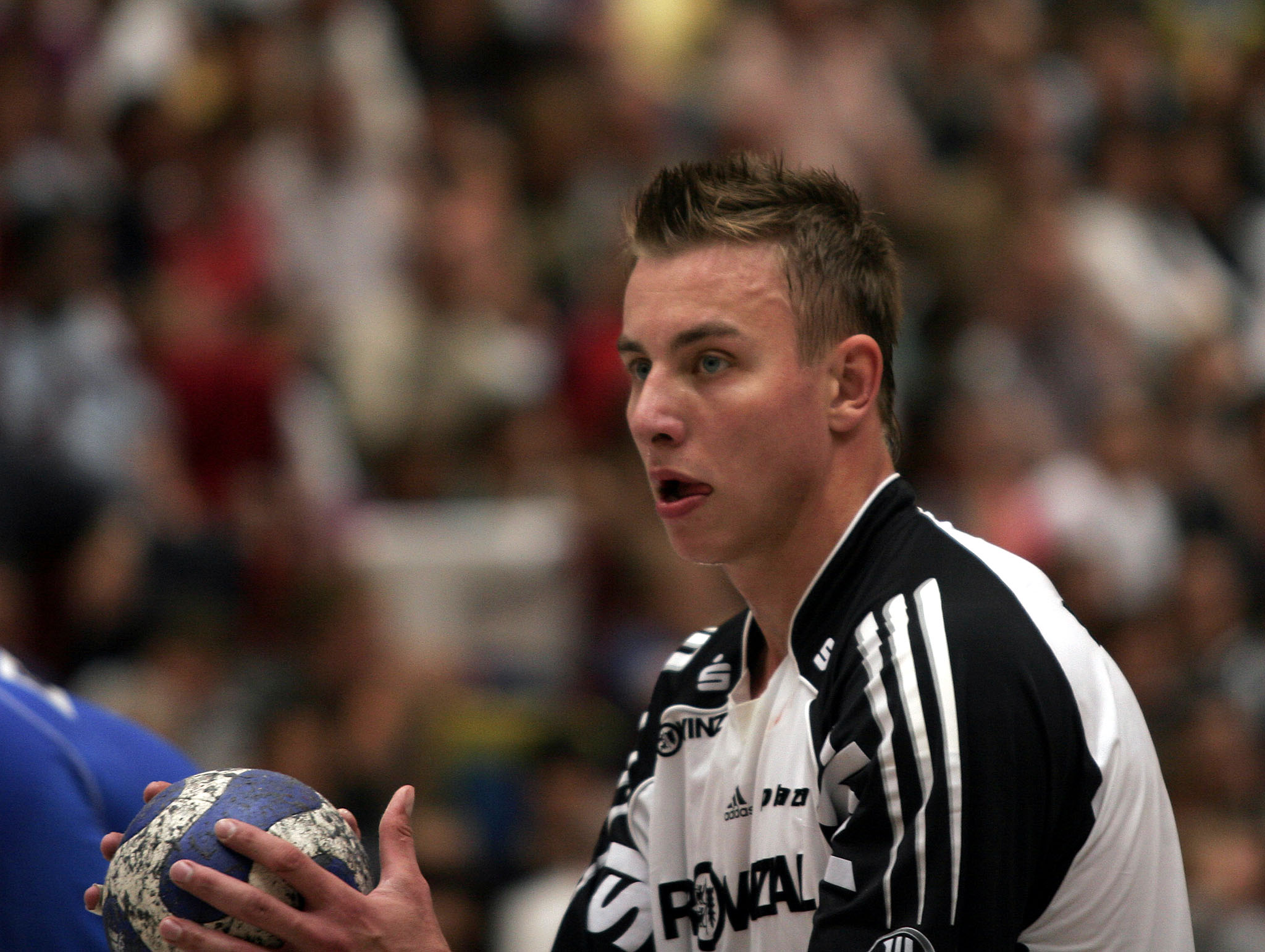
Der Torschützenkönig Filip Jícha im Trikot des THW Kiel

Die Torschützenliste zeigt die zehn besten Torschützen in der EHF Champions League 2008/09.
Zu sehen sind die Nation des Spielers, der Name, die Position, der Verein, die gespielten Spiele, die Tore und die Ø-Tore.
Der Erstplatzierte ist Torschützenkönig der EHF Champions League 2008/09.
| Pl. | Nation         | Spieler                 | Pos. | Verein                 | Sp. | Tore | Ø   |
| --- | -------------- | ----------------------- | ---- | ---------------------- | --- | ---- | --- |
| 1.  | Tschechien     | Filip Jícha             | (RL) | THW Kiel               | 16  | 99   | 6,2 |
| 2.  | Nordmazedonien | Kiril Lazarov           | (RR) | RK Zagreb              | 12  | 93   | 7,8 |
| 3.  | Serbien        | Marko Vujin             | (RR) | KC Veszprém            | 12  | 89   | 7,4 |
| 4.  | Slowenien      | Vid Kavtičnik           | (RA) | THW Kiel               | 16  | 84   | 5,3 |
| 5.  | Island         | Guðjón Valur Sigurðsson | (LA) | Rhein-Neckar Löwen     | 13  | 76   | 5,9 |
| 6.  | Tschechien     | Jan Filip               | (RA) | Rhein-Neckar Löwen     | 14  | 75   | 5,4 |
| 7.  | Schweden       | Jonas Källman           | (LA) | BM Ciudad Real         | 16  | 74   | 4,6 |
| 8.  | Danemark       | Lars Christiansen       | (LA) | SG Flensburg-Handewitt | 11  | 73   | 6,6 |
| 9.  | Polen          | Mariusz Jurasik         | (RR) | Rhein-Neckar Löwen     | 13  | 72   | 5,5 |
| 10. | Schweden       | Fredrik Petersen        | (LA) | GOG Svendborg TGI      | 10  | 70   | 7,0 |